# バート・トラウトマン
バート・トラウトマン(Bert Trautmann, 本名：ベルンハルト・カール・トラウトマン（Bernhard Carl Trautmann、OBE、1923年10月22日 – 2013年7月19日）は、ドイツ・ブレーメン出身のサッカー選手。1949年から1964年までイングランドのマンチェスター・シティFCに所属した。ベルト・トラウトマンとも。
戦間期のドイツで育ち、第二次世界大戦初期にはドイツ空軍の空挺兵として3年間東部戦線で戦い、鉄十字勲章を含む5個の勲章を獲得した。第二次大戦後期には西部戦線に異動し、イギリス軍によって捕えられた。1,000人いたトラウトマンの連隊で生き残ったのはわずか90人であり、ランカシャー州アシュトン＝イン＝メーカーフィールドの捕虜収容所に移された。1948年にトラウトマンはドイツへの送還の申し出を拒否し、1948年に釈放されるとランカシャー州に定住、農作業を行いながら地元のサッカークラブ、セント・ヘレンズ・タウンAFCでプレーした。
セント・ヘレンズでは優秀なキーパーとしての名声を得て、フットボールリーグのクラブからの関心を誘った。1949年10月には、国内最高峰のファーストディビジョンでプレーしていたマンチェスター・シティFCと 契約した。枢軸国の元空挺兵と契約したクラブの決定は抗議運動を呼び、トラウトマンの加入に反対する人々のデモには20,000人が参加したが、トラウト マンはプレーを通じてマンチェスター・シティのファンに受け入れられ、加入から250試合の内5試合を除く全試合に出場した。
1956年にはFWA年間最優秀選手賞を受賞。1956年のFAカップ決勝での活躍は伝説の域に入っている。バーミンガム・シティFCのピーター・マーフィーのタックルによって残り17分で重傷を負ったものの、プレーを続行して重要なセーブの数々を記録し、3-1のリードを守った。優勝メダルをかけたトラウトマンの首は著しく曲がっており、3日後のX線検査で骨折していることが明らかとなった。
マンチェスター・シティでは1964年までプレーし、545試合に出場した。現役引退後には指導者に転身し、まずはイングランドとドイツの下部リーグで、やがてドイツサッカー協会に派遣されてサッカーミャンマー代表、サッカータンザニア代表、サッカーパキスタン代表の監督を務めた。サッカーを通じてイギリスとドイツの相互理解を深めたことが評価され、2004年には大英帝国勲章(OBE)を授与された。2013年7月19日にスペイン・バレンシア近郊の自宅で死去。89歳だった。

## 生涯

### ドイツでの生活

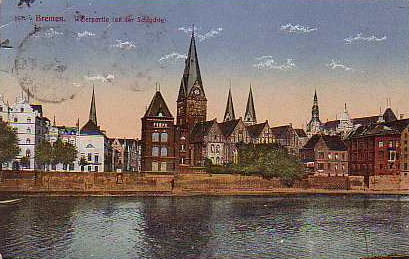
トラウトマンが生まれた1920年代のブレーメン

1923年10月22日、ベルンハルト・カール・トラウトマンはブレーメン西部の中流階級地域であるヴァレに生まれた。父親は肥料工場で働いており、母親は主婦だった。3歳下に弟カール・ハインツがおり、弟とはとても仲が良かった。1930年代初頭の暗い経済情勢によって家を売ることを余儀なくされ、労働者階級が住むグレーペリンゲンのアパートに引っ越して1941年まで暮らした。
若い頃のトラウトマンはスポーツに関心を示し、サッカー、ハンドボール、フェルカーバル（ドッジボール）を行った。スポーツをするためにキリスト教青年会 (YMCA) とブラウ・ウント・ヴァイス（Blau und Weiss, 青と白）に加入した。サッカーには熱意があったが、YMCAの活動にはそれほど興味を持たなかった。
1933年8月にはヒトラーユーゲントの下部組織であるユングフォルクに加入した。1934年には地元のジュニア陸上競技大会で何度か優勝し、パウル・フォン・ヒンデンブルク大統領による署名が入った優良スポーツ選手の証書を授与された。15歳だった第二次世界大戦開戦時、トラウトマンは自動車修理工見習として働いていた。

### 第二次世界大戦
1941年には無線通信士としてドイツ空軍に入隊した。訓練では無線業務には適性を示さなかったので、降下猟兵（空挺兵）となるためにベルリンのシュパンダウに異動した。まずは占領下のポーランドに派兵されたが、トラウトマンの連隊は前線から遠く離れた場所に駐留したため、退屈しのぎにスポーツや悪ふざけをして時間をつぶした。しかし、ある悪ふざけで軍曹の腕に火傷を負わせてしまい、トラウトマンは軍法会議によって3ヶ月の実刑判決を受けた。刑務所での服役開始早々には急性虫垂炎となり、残りの刑期を軍用病院で過ごした。
1941年10月、ドイツ軍が進撃を停止したソ連のドニエプロペトロフスクにおいて第35歩兵師団に加わった。冬の間、ソビエト軍の補給線への襲撃がこの部隊の焦点であり、春には伍長に昇進した。1942年にはさらに前進したが、ソビエト軍の反撃によってトラウトマンの部隊は手ひどい損害を受け、東部戦線からの撤収の際には1,000人いた兵士は300人に減っていた。トラウトマンは東部戦線での活躍で、第一級鉄十字勲章を含む5個の勲章を授与された。
トラウトマンは軍曹への昇格後、東部戦線で壊滅した様々な部隊の生き残りで構成された部隊の一員として、予想された連合軍のフランス反攻に対する防御のためフランスに移動した。1944年には連合軍によるクレーヴェの爆撃に遭ったが、トラウトマンはこの爆撃のわずかな生存者のひとりだった。トラウトマンは爆撃後に故郷のブレーメンに帰ろうとした。有効な休暇許可証を所持しないドイツ軍兵士が脱走兵として撃たれていたことをふまえて彼は双方の軍隊を避けようとしたが、数日後には2人の連合軍兵士に納屋で捕えられた。有用な情報を何も持たないとみると、二人の兵士はトラウトマンを腕を上げたまま歩かせ納屋から出した。殺されると思った彼は逃げた。トラウトマンは二人の兵士から逃れた後、フェンスを飛び越えた先で一人のイギリス兵の足元に着地し、「やあフリッツ、お茶でも飲まないか?」という言葉で迎えられた。これ以前、トラウトマンはソビエトとフランスで捕えられた経験があり、二度とも逃げ延びている。
まずはベルギー・オステンド近郊に投獄され、イングランド・エセックス州の暫定収容所に移されて尋問された。幼年時から教化の対象となっていた志願兵としてカテゴリー「C」に分類され、当局にはナチスの一員とみなされた。トラウトマンはかつて所属していた連隊の中で終戦まで生き延びたわずか90人のうちの一人である。チェシャー州ノースウィック近郊のマーベリー・ホールにある捕虜収容所に移送され、他の「C」カテゴリーの囚人たちと抑留されたが、すぐに非ナチスであるカテゴリー「B」に格下げされた。ランカシャー州セント・ヘレンズとウィガンに近いアシュトン＝イン＝メーカーフィールドにある捕虜収容所50（今日のByrchall高校）に移送され、そこで1948年まで過ごした。
収容所では定期的にサッカーの試合が行われ、トラウトマンはフィールドプレイヤーとしてプレーしていた。ヘイドック・パークのアマチュアチームとの試合において、センターハーフとしてプレー中に負傷した彼はギュンター・ルアーとポジションを入れ替え、その日からはキーパーとしてプレーするようになった。このころ、彼の名「ベルンハルト」のイギリスではなじみのない短縮形「ベルント」の代わりに、彼は「バート」という名で知られるようになった。

### 初期のサッカー経歴
捕虜収容所の閉鎖が差し迫ると、トラウトマンはドイツ送還の申し出を辞退し、イングランドに留まる決定をした。ミルソープの農場で働き、続いてハイトンで爆弾廃棄の作業にあたった。
1948年8月、リヴァプールカウンティ協会リーグ（ノンリーグ）のセント・ヘレンズ・タウンAFCに加入し、後に結婚することになるクラブ役員の娘、マーガレット・フライアーと出会った。1948-49シーズンを通じてキーパーとしての名声は徐々に高まり、セント・ヘレンズの試合に集まる大群衆は彼の活躍に起因するものだった。地元で開催されたマオン・カップ決勝には記録的な9000人もの観衆が詰めかけた。1948-49シーズン終了後、セント・ヘレンズはランカシャー州協会リーグ2部に昇格した。

### マンチェスター・シティ加入
セント・ヘレンズでの活躍によって優れたキーパーとしての名声を得て、フットボールリーグのクラブからの関心を引いた。1949-50シーズンが開幕すると、いくつかのクラブが獲得に興味を示した。トラウトマンにいち早く契約を提示したのはマンチェスター・シティFCであり、シティは国内最高峰のファーストディビジョンでプレーしていた。1949年10月7日にはシティとアマチュア契約を結び、わずか1ヶ月後の11月1日にはプロ契約に変更した。トラウトマンはアディダス創業者のアドルフ・ダスラーと親交があり、イギリスでアディダスの製品を着用した初のスポーツ選手である。

#### サポーターの不満
シティのサポーターの中には元ドイツ空軍兵との契約に不満を示す者もいた。シーズンチケット所有者は試合観戦のボイコットを示唆し、マンチェスターを含めたイングランド中の団体がシティに抗議の手紙を送った。さらには、クラブ史に残る偉大なキーパーであるフランク・スウィフトを引退に追いやる形となったことも、サポーターの不満に拍車をかけた。
ノルマンディー出身のベテラン選手であるキャプテンのエリック・ウェストウッドは、個人的にトラウトマンとクラブとの契約に疑問を呈したが、公の場ではトラウトマンを歓迎し、「ロッカールームに戦争はない」との声明を出した。11月19日のボルトン・ワンダラーズFC戦でファーストチームデビューし、初のホームゲームで能力を示すと、ファンからの抗議はおさまった。アウェーマッチでは群衆から罵倒を受けることもあり、トラウトマンの集中力に影響を与えた試合もあった。1949年12月のダービー・カウンティFC戦ではアウェーで7失点を許している。

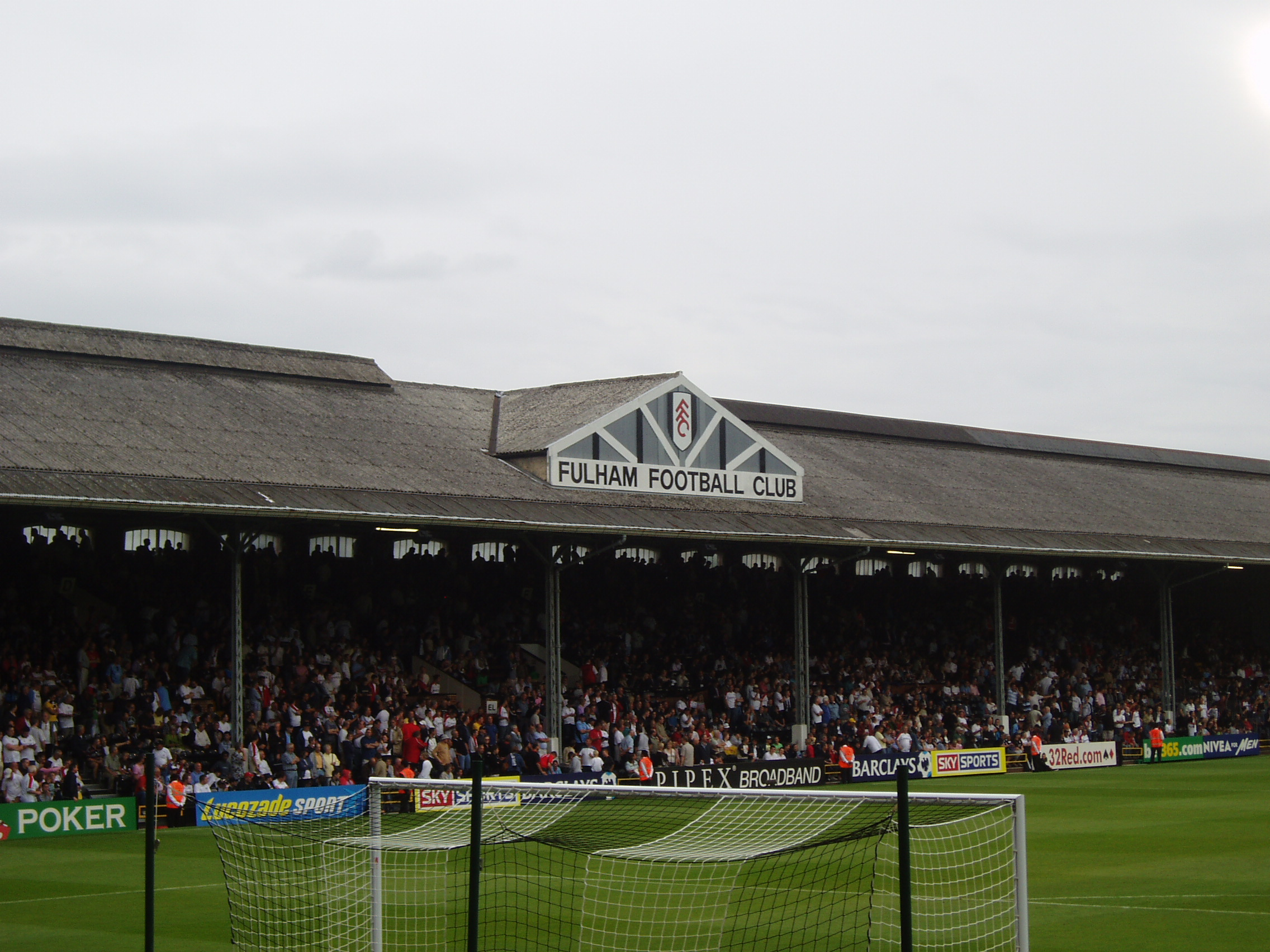
ロンドンでの初の試合が行われたクレイヴン・コテージ

1950年1月のフラムFC戦はトラウトマンが初めて首都ロンドンでプレーした試合だった。ロンドンにはイギリスのマスコミの大半が拠点を置いていたため、この試合は広範なメディアの注目を集めた。一流のスポーツジャーナリストの何人かはこの試合がトラウトマンのプレーを見る初の機会だった。第二次大戦中にドイツ空軍はロンドンにも被害を与えており、ドイツ空軍を憎む群衆は空挺兵であったトラウトマンに「ドイツ野郎」や「ナチ」と叫んだ。シティは1949-50シーズンのリーグ戦で苦しんでおり、シティの大敗とフラムの大勝が予想されたが、トラウトマンは何度も好セーブを見せて、最終的なスコアを0-1の惜敗に食い止めた。試合終了の笛が吹かれると、トラウトマンは観客席からスタンディングオベーションを受け、両チームの選手から称えられた。シティはその後のシーズンも苦しみ、1950年にはセカンドディビジョンに降格した。

### シティでの活躍
1950-51シーズン終了後、シティは降格からわずか1シーズンでトップリーグに戻った。トラウトマンは以後の数年間に行われた250試合の内245試合に出場し、リーグ有数のキーパーとしての地位を確立した。1952年までにトラウトマンの名声は母国ドイツにも広まり、シャルケ04はシティに対して1000ポンドのオファーを提示したが、シティはこのオファーを断り、トラウトマンにはその20倍以上もの価値があるとした。
1950年代半ば、シティのレス・マクドウォール監督は低い位置にセンターフォワードを置く新たな戦術を導入し、ドン・レヴィーがセンターフォワードを務めたことで、この戦術はレヴィー・プランと呼ばれた。当時のキーパーは、シュートをキャッチすると敵陣に向かってできる限り遠くまで蹴っ飛ばすのが一般的だったが、レヴィー・プランは長時間のボールポゼッションが鍵となる戦術であり、トラウトマンにはキック力ではなくスローイング能力が求められた。1953年のイングランド代表対ハンガリー代表の試合でハンガリーのキーパー、グロシチ・ジュラが見せたスローイングの影響で、トラウトマンはケン・バーンズやジョン・マクタヴィッシュが務めたウィングハーフにボールを投げて攻撃を開始することを試みた。ウィングハーフはトラウトマンからボールを受けると、センターフォワードのレヴィーにパスを繋げた。この戦術が功を奏し、レヴィーは1954-55シーズンにFWA年間最優秀選手賞を受賞している。

#### 1955年FAカップ決勝
シティは1954-55シーズンのFAカップ決勝にコマを進め、1950-51シーズンと1951-52シーズンのFAカップ王者であるニューカッスル・ユナイテッドFCと対戦。トラウトマンはFAカップ決勝でプレーする初のドイツ人選手となった。シティの選手は大舞台での緊張のせいか、試合開始45秒でジャッキー・ミルバーンに得点を許した。18分にはジミー・メドウズが負傷してベンチに退いたが、当時のルールでは試合中の選手交代は認められていなかったため、シティは10人での戦いを余儀なくされた。トラウトマンはスローイングが得意だったが、この試合では攻撃の起点となる能力を欠いた。シティは前半のうちに追いついたが、後半はニューカッスルに押し込まれ、57分にボビー・ミッチェルのゴールを許して1-2となった。最終的には1-3で敗れ、トラウトマンは準優勝メダルを手にした。

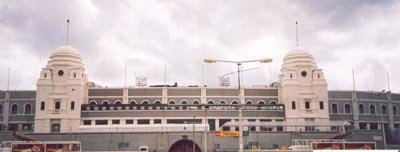
1955年と1956年のFAカップ決勝が行われたウェンブリー

#### 1956年FAカップ決勝
シティは充実した1955-56シーズンのリーグ戦を4位で終え、FAカップでは再び決勝に進出して1956年5月6日にバーミンガム・シティFCと対戦した。このシーズンのトラウトマンは傑出した活躍を見せ、FAカップ決勝の2日前にはキーパーとして初となるFWA年間最優秀選手賞を受賞していた。決勝の舞台は前年と同じくウェンブリーであり、トラウトマンはこの試合で世界的に高い評価を得ることとなる。
前年の決勝では緊張のせいか試合開始早々に失点したが、1956年の決勝でシティの選手は落ち着きを見せていた。この試合で傑出したプレーを見せたレヴィーに影響され、前半の早い段階でジョー・ヘイズが左足でゴールを決め、14分にはバーミンガムに追いつかれた。後半半ばまで1-1の均衡状態が続いたが、ジャック・ダイソンとボビー・ジョンストンが立てつづけにゴールし、シティが3-1とリード。続く10分間はバーミンガムが猛攻撃を行い、75分にはゴール前に飛んできたボールにトラウトマンが飛び込むと、バーミンガムのピーター・マーフィーの右膝がトラウトマンの首に激突した。トラウトマンは足をふらつかせていたが、試合中の選手交代が許されないルールによってそのまま試合が再開された。トラウトマンは残り15分間ゴールネットを守り、再びマーフィーのシュートに決定的なセービングを見せた。シティはそのまま優勝を果たし、試合終盤に幾度ものセーブを記録したトラウトマンがヒーローとなった。トラウトマンは後にこの試合の終盤は「（首の痛みで頭がクラクラして）霧の中にいるようだった」ことを明らかにした。
トラウトマンの首は痛み続け、フィリップ王子は優勝メダルを手渡す際に曲がった首について声をかけた。トラウトマンは満足に頭を動かせないのに試合当日夜の宴会に出席し、休息が傷を癒してくれることを期待して床に就いた。しかし、翌朝になっても痛みは引かなかったため、セント・ジョージ病院に向かい、単に首が痙攣しているにすぎないと診断された。3日後にはセカンドオピニオンを受けるためにマンチェスター王立病院に行ってX線検査を受け、5本の脊椎骨の脱臼と、2番目の脊椎骨に亀裂があることが判明した。3番目の脊椎骨は2番目の脊椎骨に食い込んでおり、トラウトマンの生命に関わる損傷を妨げていた。

### 負傷からの回復
首の負傷のリハビリには数ヶ月間かかり、トラウトマンは1956-57シーズンの大部分を欠場したため、ジャック・サヴェージがその穴を埋めた。1956年12月までにリザーブリーグの試合に2試合出場したが、自信の欠如が迷いとなってプレーに表れた。12月15日のウォルヴァーハンプトン・ワンダラーズFC戦で負傷後初めてトップチームの試合に復帰したが、この試合では3失点を許し、残りのシーズンでも調子を取り戻すのに苦労した。一部のファンやメディアはトラウトマンに引退を促したが、多くのファンはトラウトマンが負傷から回復していないのにプレーを余儀なくされたとして、クラブを批判した。
1957-58シーズンのシティは104得点（リーグ最多）100失点（リーグ最多）を記録し、得点も失点も100点を超えるイングランド初（現在まで唯一）の珍しい記録を打ち立て、クリーンシートはわずか2試合だった。トラウトマンは34試合に出場したが、2-9で敗れたウェスト・ブロムウィッチ・アルビオンFC戦には出場していない。4-8で敗れたレスター・シティFC戦はトラウトマンの経歴の中でもっとも多くのゴールを許した試合となった。トラウトマンは40歳となった1964年にシティを退団した。

### シティ退団記念試合
トラウトマンは1949年から1964年まで在籍したシティでの15年間で545試合に出場し、この記録は今日でもクラブ歴代4位の出場記録、クラブの外国人最多出場記録となっている。1964年4月15日には47000人（公式発表）の前で退団記念試合を行ったが、実際には60000人近い観客がいたと推定されている。トラウトマンはこの試合でシティのキャプテンを務め、ボビー・ロブソンやデニス・ローがいたマンチェスター・ユナイテッドと、また、トム・フィニーやスタンリー・マシューズやロニー・クレイトンやジミー・アームフィールドがいた世界選抜と対戦した。

### 代表経験
その時代をリードするキーパーと認識されていたものの、トラウトマンは母国のためにドイツ代表でプレーしたことはない。1953年にはドイツ代表監督のゼップ・ヘルベルガーと面会。移動距離や政治面で容易には代表に選出できないとの説明を受け、もしドイツリーグでプレーするのであれば代表選出を検討すると伝えられた。国際的孤立によってドイツ代表でプレーできなかったため、1954 FIFAワールドカップで母国が優勝した際もメンバーには選出されていない。
トラウトマンの唯一の国際舞台は1960年、フットボールリーグの非イングランド人選抜に招集されたのが最初で最後である。トラウトマンは非イングランド人選抜のキャプテンとしてアイルランドリーグ選抜と対戦し、またイタリアリーグ選抜とも対戦した。

### ウェリントン・タウン
1964年にシティを退団した後、トラウトマンはウェリントン・タウンFCで短期間プレーし、1試合あたり50ポンドの給料を受け取った。加齢による衰えは感じさせたが、ヘレフォード・ユナイテッドFCとのデビュー戦ではサッカーファンの注意を引きつけるだけの能力を見せた。しかし、2戦目のトンブリッジ・エンジェルズFC戦では暴力行為で退場し、その後は試合に出場することもなかった。

### 指導者経歴
数ヶ月間かけて将来のキャリアプランを考えていたが、1965年にはストックポート・カウンティFCのヴィクトル・バーナード会長からゼネラル・マネージャー(GM)の地位をオファーする電話を受けた。ストックポートは低予算で下部リーグを戦うクラブであり、トラウトマンへのオファーはクラブのイメージを改善するための試みだった。この地域のサッカーファンの大半はマンチェスターの両雄を応援しており、ストックポートを気にかけるサッカーファン自体が少なかったため、トラウトマンとバーナードは活性化させるために、マンチェスターの2強がホームゲームを行わない金曜日夜にホームゲームを移した。財政状況は改善したがスポーツ面では苦しみ、バーナードとの意見の相違から1966年にGMを辞任した。1967年から1968年にはドイツのSCプロイセン・ミュンスターの監督を務め、1967-68シーズンのレギオナルリーガ西で13位となった。続けて1968年から1969年には短期間だがSCオペル・リュッセルスハイムの指揮を取った。
ドイツサッカー協会は国家的なサッカー組織構造が存在しない国に開発事業者としてトラウトマンを提供した。まずは1972年から1974年にはミャンマーでサッカーミャンマー代表監督として2年を過ごした。1972年の夏季オリンピック予選を戦い、1972年末に東南アジア諸国が集って行われたプレジデンツカップで優勝した。つづいて1975年にはサッカータンザニア代表の監督を、1978年から1980年にはサッカーリベリア代表の監督を、1980年から1983年にはサッカーパキスタン代表の監督を務め、1988年に指導者生活から退いてスペインに定住した。

### 死去
2013年7月19日、スペイン・バレンシア州ラ・リョサの自宅で死去。89歳だった。2013年中には2度の心臓発作に見舞われていた。ドイツサッカー連盟会長のヴォルフガング・ニーアスバッハは、トラウトマンが「素晴らしいスポーツマンであり、真の紳士だった。伝説的な存在だ」と語った。元アーセナルのキーパーであるボブ・ウィルソンは、Twitterで「我々（イギリス）の敵対国（ドイツ）に対する感情を和らげた偉大な人物である」とつぶやいた。元マンチェスター・シティのキーパーであるジョー・コリガンは「素晴らしい人物であり、史上最高のキーパーの一人だ」と述べた。

## プレースタイル
トラウトマンはシュートストップに秀でており、特にキャリアを通じて60%ものPK阻止率を誇った。マンチェスター・ユナイテッドFCのマット・バズビー監督は試合前の控室で「トラウトマンと対面したら考えるのを止めんなよ。シュートを打ってから考えろ。顔を上げてシュートを打ったらお前らの考えは読まれちまう」と語った。シティのフォワードであるニール・ヤングは、「練習中にトラウトマンのゴールを破る唯一の方法は“打ち損じる”ことだ」と表現した。青年時代にハンドボール選手だったトラウトマンは長距離のスローイングに長けており、彼のスローイングは攻撃の起点となった。特に1953年のイングランド代表対ハンガリー代表の試合でハンガリーのグロシチ・ジュラがスローイングを効果的に用いたことで、トラウトマンも同様の戦術を試みるようになった。
トラウトマンは批判されることを好まず、親友の提案のみを受け入れた。短気なことでもしばしば問題を起こし、一度ならず退場処分を受けている。

## 影響・評価
トラウトマンはサッカー界の数多くの人物から称賛を受けた。ロシア人キーパーのレフ・ヤシンは史上最高のキーパーに自身を選んでいるが、世界レベルのキーパーとして自身の他にトラウトマンのみを選んでいる。アーセナルのボブ・ウィルソンは少年時代のヒーローにトラウトマンの名前を挙げている。ゴードン・バンクスはプレースタイルに影響を受けた人物にトラウトマンの名前を出した。
デイリー・メール紙はトラウトマンを歴代第19位のキーパーに選んだ。マンチェスター・シティが1955年と1956年の2年連続でFAカップ決勝に進出したことを挙げて、ESPNはFAカップ史上最高のキーパーにトラウトマンを選んだ。ESPNはピーター・マーフィーと交錯して首を負傷した際のセーブを、FAカップ史上最高のセーブと評価した。
1995年11月、キパックス・スタンドの再竣工のためにメイン・ロードに招待された。2003年5月にはシティがメイン・ロードからシティ・オブ・マンチェスター・スタジアムに本拠地を移転し、2004年にはメイン・ロードが解体されたため、キパックス・スタンドは再竣工から10年ももたずに取り壊されている。

## 受賞
1997年、トラウトマンはドイツ連邦共和国功労勲章を授与された。2004年にはイギリスとドイツとの関係改善に貢献したとして、名誉大英帝国勲章(OBE)を受け、ベルリンのイギリス大使館で授与された。翌日夜のベルリン・フィルハーモニー管弦楽団のコンサートではエリザベス女王に会い、女王は「あら、あなたトラウトマンね。覚えていますよ。まだ（40年前に負傷した）首は痛いのかしら?」と冗談を飛ばした。
2004年のマンチェスター・シティFCの殿堂が創設されると、トラウトマンは創設初年度に殿堂入りした。2005年にはイングランドサッカー殿堂入りした。マンチェスター・シティ退団後もシティの動向を追い、イギリスを離れた後にも試合観戦のためにマンチェスターを訪れた。直近では2010年4月にシティのホームゲームを観戦し、「テレビでは毎試合観戦している。シティはいまだにわしのクラブだ」「わしはイングランドを愛しているし、イングランドのために声を張り上げている。ドイツとぶつかる時以外だがね!」と述べた。1999年にはBBCの番組「タイムウォッチ」が企画した「イギリスに残ったドイツ人」に出演し、ドイツ人捕虜となったがイギリスに残ることにした体験談を語った。

## 私生活

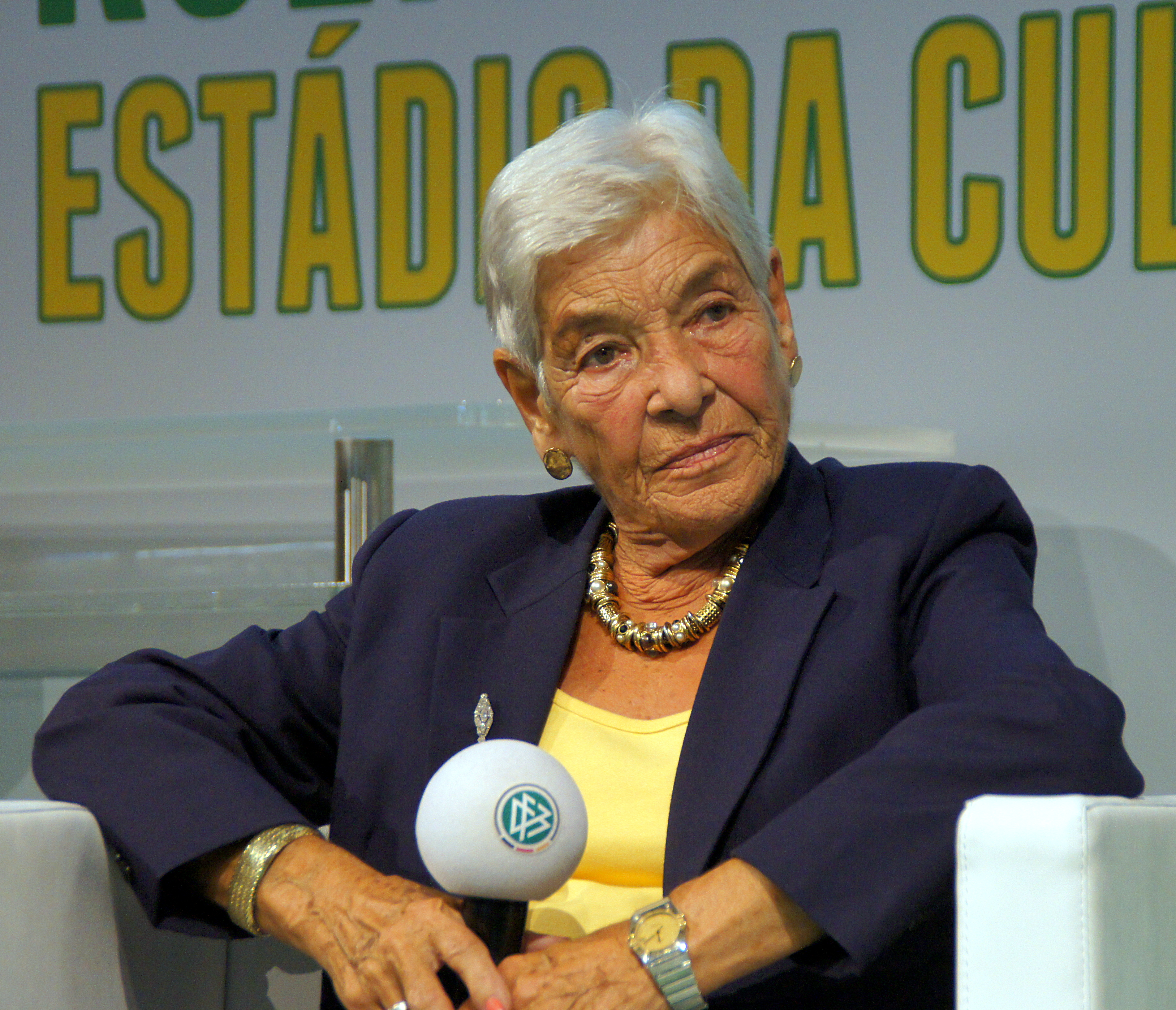
トラウトマンの最後の妻マルリス

1950年にはセント・ヘレンズ出身のマーガレット・フライアーと結婚したが、1960年代に離婚している。彼女との間には3人の子ども、ジョン、マーク、ステファンを設けている。長男のジョンは1956年のFAカップ決勝の数ヶ月前に自動車事故で亡くなった。5歳だった。トラウトマンによると長男の事故死をきっかけに妻との結婚生活が崩壊したという。最初の妻との間の3人の子どもの他に、長年疎遠だった女性との間に娘がいる。フライアーとの離婚後にはドイツ国籍のウルズラ・フォン・デア・ハイデ (Ursula von der Heyde) と結婚したが、1982年に離婚した。1990年からは3人目の妻マルリスとともにスペイン・バレンシア近郊の海岸にある小さなバンガローに住み、トラウトマン財団を立ち上げた。
1956年には自伝『Steppes to Wembley』を出版した。

## タイトル
マンチェスター・シティFC
- FAカップ : 1956

個人タイトル
- FWA年間最優秀選手賞 : 1956
- マンチェスター・シティFCサッカー殿堂 : 2004
- イングランドサッカー殿堂 : 2005

## 個人成績
| クラブ                   | シーズン     | リーグ                           | リーグ | リーグ | FAカップ | FAカップ | リーグカップ | リーグカップ | 通算 | 通算 |
| クラブ                   | シーズン     | ディビジョン                     | 出場   | 得点   | 出場     | 得点     | 出場         | 得点         | 出場 | 得点 |
| ------------------------ | ------------ | -------------------------------- | ------ | ------ | -------- | -------- | ------------ | ------------ | ---- | ---- |
| セント・ヘレンズ・タウン | 1948–49      | リヴァプールカウンティ協会リーグ | 34     | 0      | 1        | 0        | —            | —            | 35   | 0    |
| セント・ヘレンズ・タウン | 1949–50      | ランカシャー州協会リーグ         | 9      | 0      | 1        | 0        | —            | —            | 10   | 0    |
| 通算                     | 通算         | 通算                             | 43     | 0      | 2        | 0        | —            | —            | 45   | 0    |
| マンチェスター・シティ   | 1949–50      | ファーストディビジョン           | 26     | 0      | 0        | 0        | —            | —            | 26   | 0    |
| マンチェスター・シティ   | 1950–51      | セカンドディビジョン             | 42     | 0      | 1        | 0        | —            | —            | 43   | 0    |
| マンチェスター・シティ   | 1951–52      | ファーストディビジョン           | 41     | 0      | 2        | 0        | —            | —            | 43   | 0    |
| マンチェスター・シティ   | 1952–53      | ファーストディビジョン           | 42     | 0      | 3        | 0        | —            | —            | 45   | 0    |
| マンチェスター・シティ   | 1953–54      | ファーストディビジョン           | 42     | 0      | 2        | 0        | —            | —            | 44   | 0    |
| マンチェスター・シティ   | 1954–55      | ファーストディビジョン           | 40     | 0      | 6        | 0        | —            | —            | 46   | 0    |
| マンチェスター・シティ   | 1955–56      | ファーストディビジョン           | 40     | 0      | 7        | 0        | —            | —            | 47   | 0    |
| マンチェスター・シティ   | 1956–57      | ファーストディビジョン           | 21     | 0      | 2        | 0        | —            | —            | 23   | 0    |
| マンチェスター・シティ   | 1957–58      | ファーストディビジョン           | 34     | 0      | 1        | 0        | —            | —            | 35   | 0    |
| マンチェスター・シティ   | 1958–59      | ファーストディビジョン           | 41     | 0      | 2        | 0        | —            | —            | 43   | 0    |
| マンチェスター・シティ   | 1959–60      | ファーストディビジョン           | 41     | 0      | 1        | 0        | —            | —            | 42   | 0    |
| マンチェスター・シティ   | 1960–61      | ファーストディビジョン           | 40     | 0      | 4        | 0        | 2            | 0            | 46   | 0    |
| マンチェスター・シティ   | 1961–62      | ファーストディビジョン           | 40     | 0      | 2        | 0        | 1            | 0            | 43   | 0    |
| マンチェスター・シティ   | 1962–63      | ファーストディビジョン           | 15     | 0      | 0        | 0        | 1            | 0            | 16   | 0    |
| マンチェスター・シティ   | 1963–64      | セカンドディビジョン             | 3      | 0      | 0        | 0        | 0            | 0            | 3    | 0    |
| 通算                     | 通算         | 通算                             | 508    | 0      | 33       | 0        | 4            | 0            | 545  | 0    |
| ウェリントン・タウン     | 1964–65      | サザンリーグ                     | 2      | 0      | 0        | 0        | —            | —            | 2    | 0    |
| 通算                     | 通算         | 通算                             | 2      | 0      | 0        | 0        | —            | —            | 2    | 0    |
| キャリア通算             | キャリア通算 | キャリア通算                     | 553    | 0      | 35       | 0        | 4            | 0            | 592  | 0    |

出典 : 『The Biography』、『Manchester City: The Complete Record』, pp. 367–395.

## 文献
- Rowlands, Alan (2005). Trautmann: The Biography. Derby: Breedon. ISBN 1-85983-491-4
- James, Gary (2005). The Official Manchester City Hall of Fame. Hamlyn. ISBN 0-600-61282-1
- James, Gary (2006). Manchester City: The Complete Record. Derby: Breedon. ISBN 1-85983-512-0
- Clayton, David (2002). Everything Under the Blue Moon: The Complete Book of Manchester City FC – and more!. Edinburgh: Mainstream publishing. ISBN 1-84018-687-9
- Penney, Ian (1995). The Maine Road Encyclopedia. Edinburgh: Mainstream. ISBN 1-85158-710-1
- Penney, Ian (2008). Manchester City: The Mercer-Allison Years. Derby: Breedon. ISBN 978-1-85983-608-8
- Brandon, Derek (1978). A–Z of Manchester Football: 100 Years of Rivalry. London: Boondoggle

- Harris, N. (2006). The Foreign Revolution: How Overseas Footballers Changed the English Game. London: Aurum Press Ltd
- Ramsden, J. (2006). Don't Mention the War: The British and the Germans since 1890. London: Little, Brown Book Group
- Streppelhoff, R. (2009). Zwei Deutsche in England: Die Fußballkarrieren von Bernd Trautmann und Alois Eisenträger. In Peiffer, L. (Hrsg.), SportZeiten. Sport in Geschichte, Kultur und Gesellschaft. (S. 33–51). Göttingen: Werkstatt
- Clay, Catrine (2010). Trautmann's Journey: From Hitler Youth to FA Cup Legend. Yellow Jersey